# Square Leroy-Beaulieu
Le square Leroy-Beaulieu est une voie du 16e arrondissement de Paris, en France.

## Situation et accès

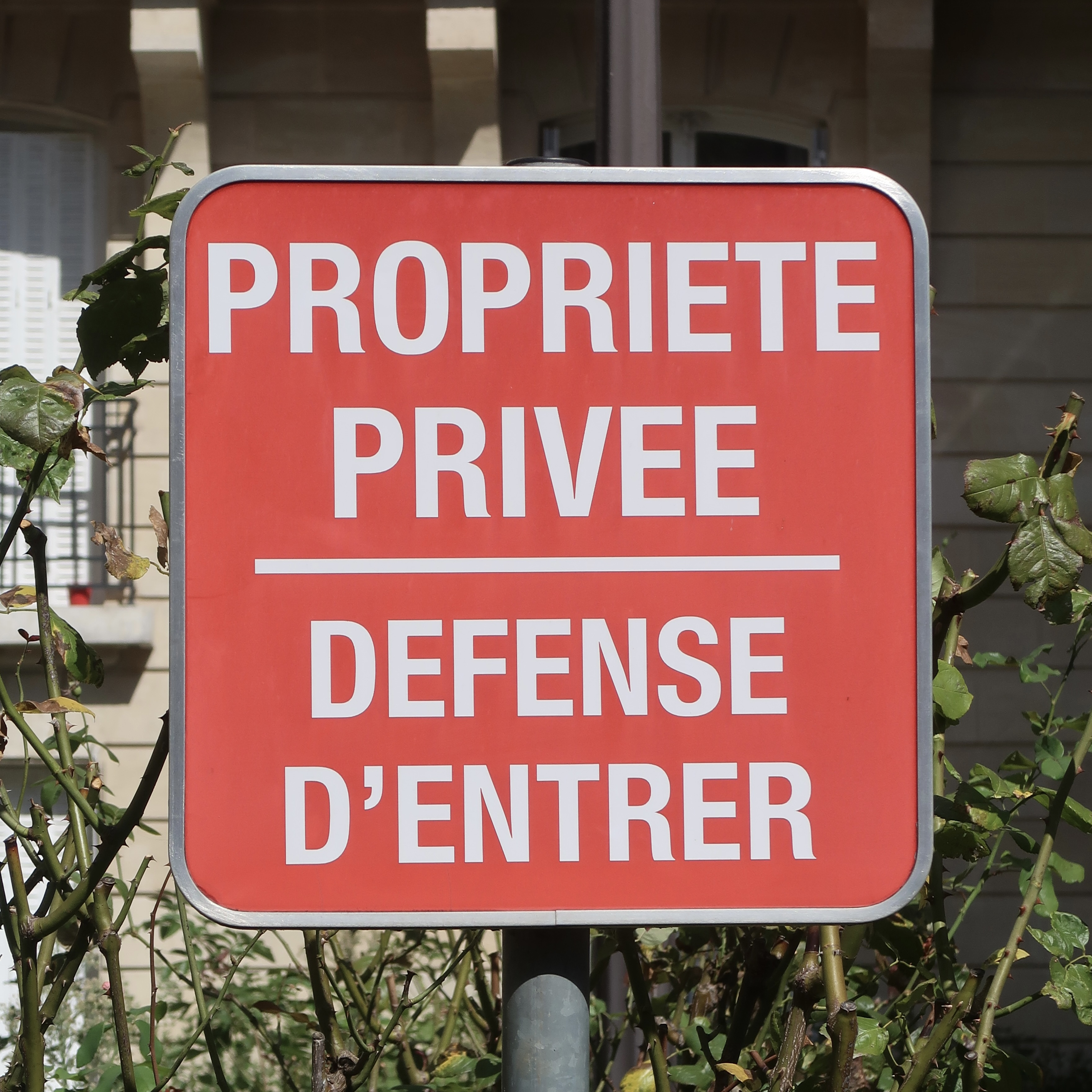
Plaque.

Le square Leroy-Beaulieu est une voie privée située dans le 16e arrondissement de Paris. Il débute au 8, avenue Adrien-Hébrard et se termine en impasse.
Une plaque indique qu'il s'agit d'une propriété privée et qu'il est interdit d'y entrer mais le square n'est pas fermé par une grille.
Le quartier est desservi par la ligne 9, à la station Ranelagh.

## Origine du nom

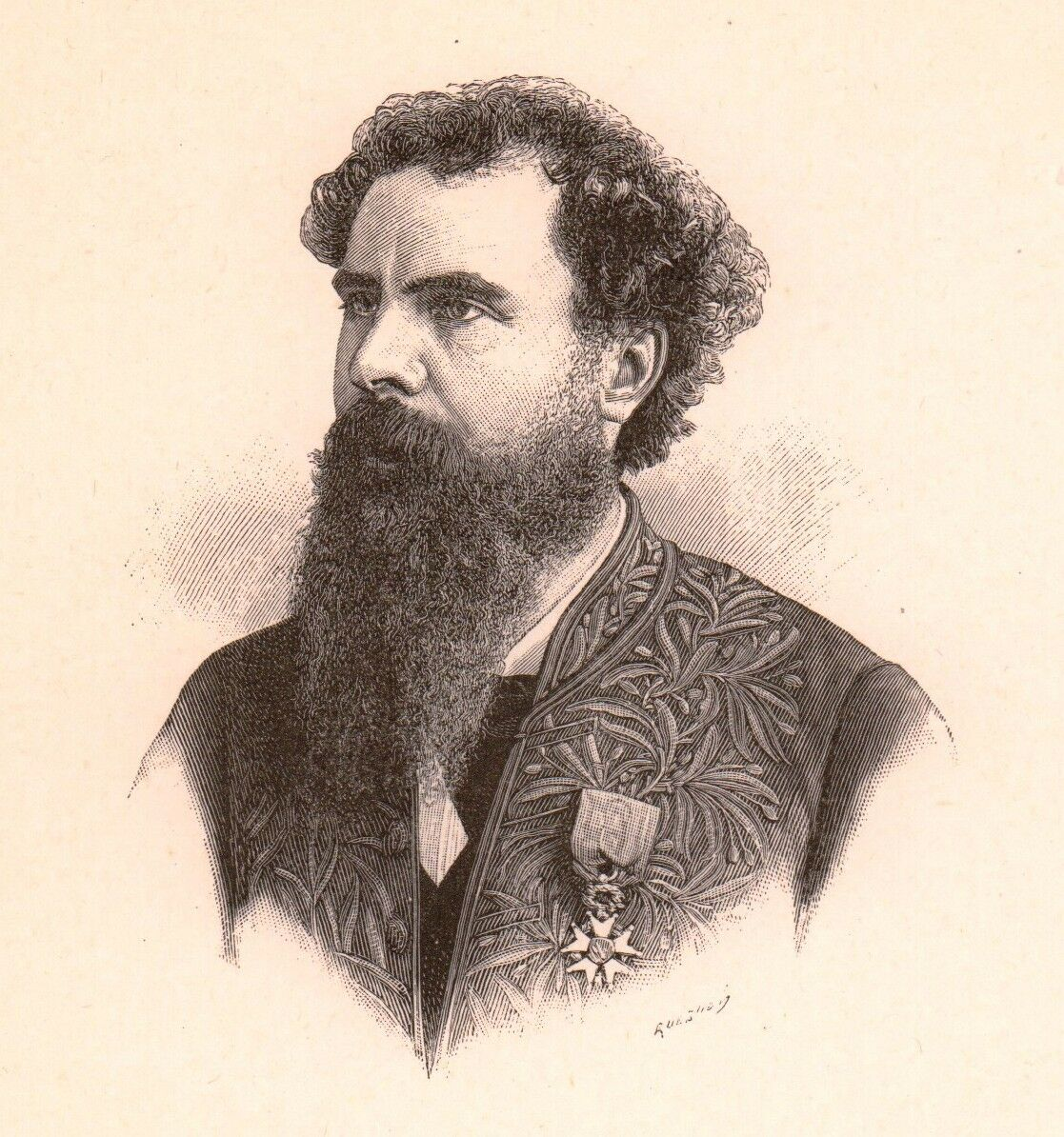
Paul Leroy-Beaulieu.

Le nom du square a été donné en hommage à Paul Leroy-Beaulieu (1843-1916).

## Historique
Cette voie est ouverte sous sa dénomination actuelle par un arrêté du 13 août 1928 sur les terrains de l'ancien couvent de l'Assomption.
Elle est ouverte à la circulation publique par un arrêté du 23 juin 1959.

Autres vues de la voie
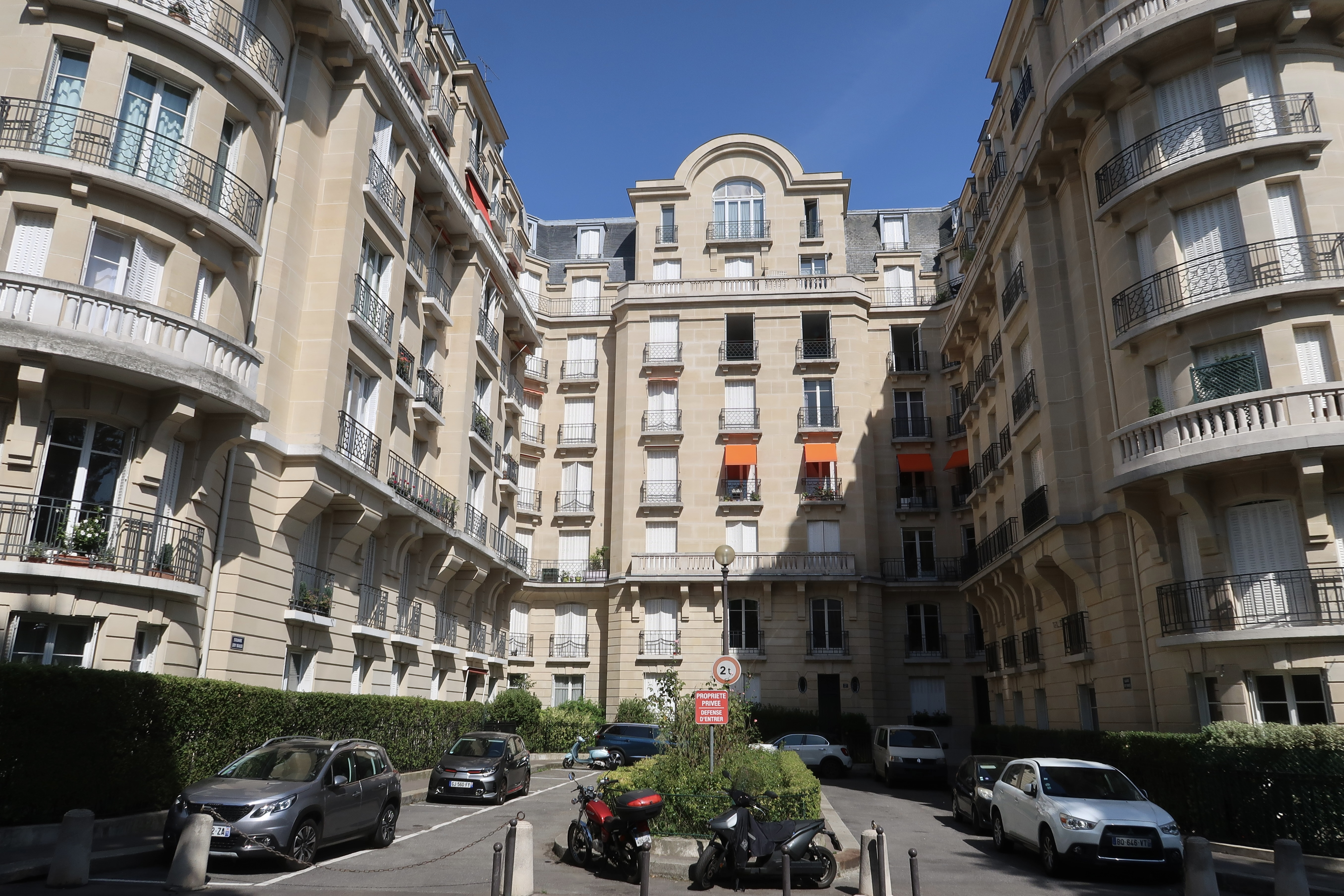
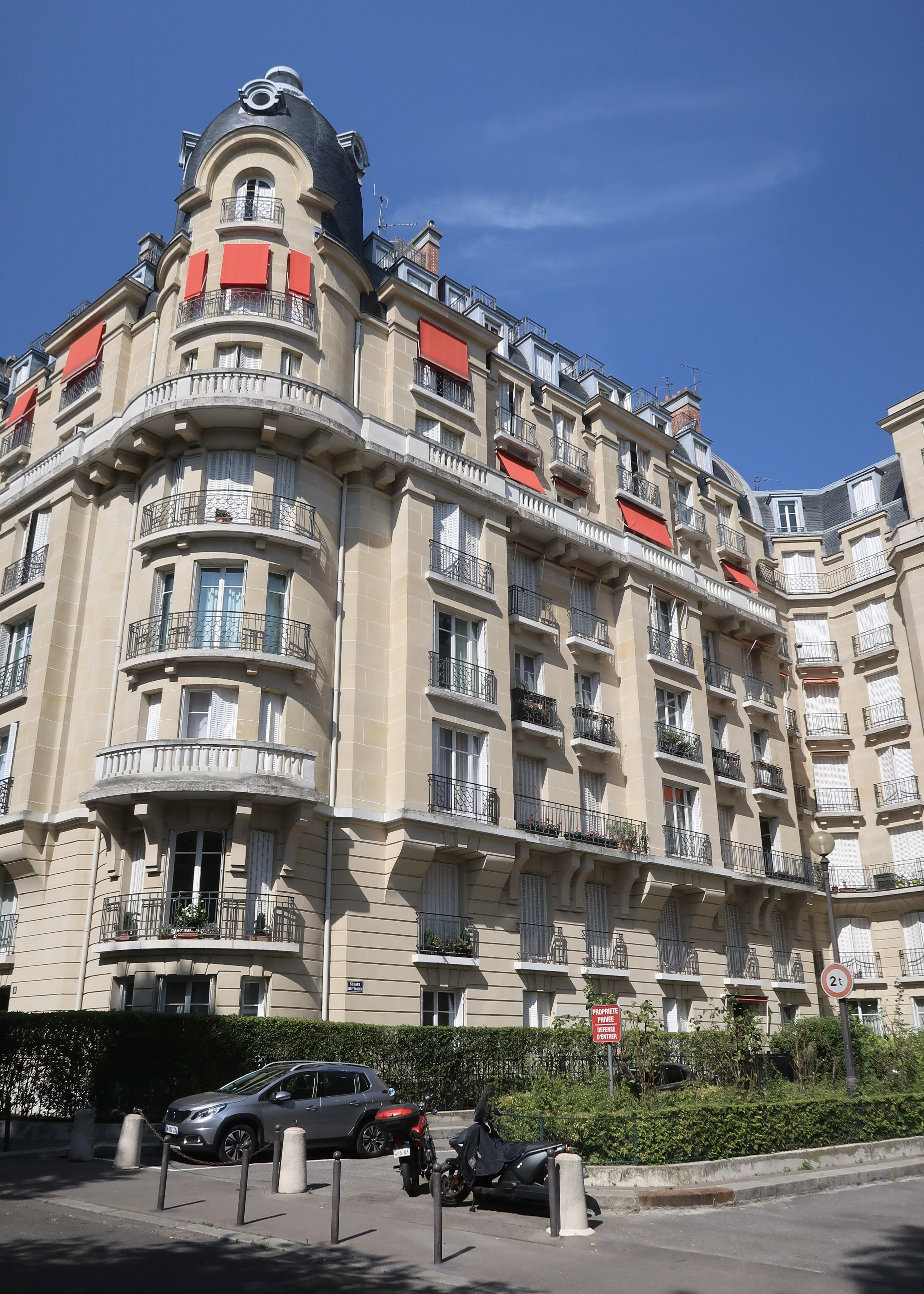